# Inversa de Moore–Penrose
Em matemática, e em particular em álgebra linear, a matriz inversa de Moore-Penrose {\displaystyle A^{+}} de uma matriz {\displaystyle A} é a generalização mais conhecida da matriz inversa.    Ela foi descrita independentemente por EH Moore em 1920, Arne Bjerhammar em 1951 e Roger Penrose em 1955. Anteriormente, Erik Ivar Fredholm introduziu o conceito de pseudoinversa para operadores integrais em 1903. Ao se referir a uma matriz, o termo pseudoinversa, sem maiores especificações, é frequentemente usado para indicar a inversa de Moore-Penrose. O termo inversa generalizada às vezes é usado como sinônimo de pseudoinversa.
Um uso comum da pseudoinversa é o cálculo da solução de mínimos quadrados para um sistema de equações lineares que não possui solução. Outro uso é encontrar a solução de norma (euclidiana) mínima para um sistema de equações lineares com múltiplas soluções. A matriz pseudoinversa facilita o enunciado e a e a prova de resultados em álgebra linear.
A pseudoinversa é definida e única para todas as matrizes cujas entradas são números reais ou complexos. Pode ser determinada usando-se a decomposição de valores singulares. No caso especial em que {\displaystyle A} é uma matriz normal (por exemplo, uma matriz Hermitiana), a pseudoinversa {\displaystyle A^{+}}anula o núcleo de {\displaystyle A} e atua como uma inversa tradicional de {\displaystyle A} no subespaço ortogonal ao núcleo.

## Notação
Na discussão a seguir, as seguintes convenções são adotadas:
- {\displaystyle \mathbb {K} } denota o corpo dos números reais ({\displaystyle \mathbb {R} }) ou o cordos dos números complexos ({\displaystyle \mathbb {C} }). O espaço vetorial de matrizes {\displaystyle m\times n} sobre {\displaystyle \mathbb {K} } é denotado por {\displaystyle \mathbb {K} ^{m\times n}}.
- Para {\displaystyle A\in \mathbb {K} ^{m\times n}}, sua transposta é denotada por {\displaystyle A^{\operatorname {T} }} e a transposta conjugada (também chamada de adjunta) é denotada por {\displaystyle A^{*}}. Se {\displaystyle \mathbb {K} =\mathbb {R} }, entãoo {\displaystyle A^{*}=A^{\operatorname {T} }}.
- Para {\displaystyle A\in \mathbb {K} ^{m\times n}}, {\displaystyle \operatorname {Col} (A)} denota o espaço coluna (imagem) de {\displaystyle A} (o espaço gerado pelos vetores colunas de {\displaystyle A}) e {\displaystyle \operatorname {Nul} (A)} (ou {\displaystyle \ker(A)}) denota o núcleo (espaço nulo) de {\displaystyle A}.
- Para qualquer inteiro positivo {\displaystyle n}, a matriz identidade de ordem {\displaystyle n\times n} é denotada por {\displaystyle I_{n}\in \mathbb {K} ^{n\times n}}.

## Definição
Para {\displaystyle A\in \mathbb {K} ^{m\times n}}, uma pseudoinversa de A é definida como uma matriz {\displaystyle A^{+}\in \mathbb {K} ^{n\times m}} satisfazendo todos os quatro critérios a seguir, conhecidos como condições de Moore-Penrose:
1. {\displaystyle AA^{+}} não precisa ser a matriz identidade, mas deve mapear todos os vetores colunas de A em si mesmos:{\displaystyle AA^{+}A=\;A.}
2. {\displaystyle A^{+}} atua como uma inversa graca: {\displaystyle A^{+}AA^{+}=\;A^{+}.}
3. {\displaystyle AA^{+}} é Hermitiana: {\displaystyle \left(AA^{+}\right)^{*}=\;AA^{+}.}
4. {\displaystyle A^{+}A} também é Hermitiana: {\displaystyle \left(A^{+}A\right)^{*}=\;A^{+}A.}

A pseudoinversa {\displaystyle A^{+}} existe para qualquer matriz {\displaystyle A\in \mathbb {K} ^{m\times n}}. Se, além disso, {\displaystyle A} tem posto completo, ou seja, seu posto é {\displaystyle \min\{m,n\}}, então {\displaystyle A^{+}} tem uma expressão algébrica particularmente simples.
Em particular, quando {\displaystyle A} tem colunas linearmente independentes (equivalentemente, {\displaystyle A} é injetiva e, portanto {\displaystyle A^{*}A} é invertível), {\displaystyle A^{+}} pode ser calculado como{\displaystyle A^{+}=\left(A^{*}A\right)^{-1}A^{*}.}
Esta pseudoinversa específica é uma inversa à esquerda, ou seja, {\displaystyle A^{+}A=I} . Se, por outro lado, {\displaystyle A} tem linhas linearmente independentes (equivalentemente, {\displaystyle A} é sobrejetiva e, portanto, {\displaystyle AA^{*}} é invertível), {\displaystyle A^{+}} pode ser calculado como
{\displaystyle A^{+}=A^{*}\left(AA^{*}\right)^{-1}.}Esta é uma inversa à direita, uma vez que {\displaystyle AA^{+}=I}.
No caso mais geral, a matriz pseudoinversa pode ser expressa usando-se a decomposição de valores singulares. Qualquer matriz pode ser decomposta como {\displaystyle A=UDV^{*}} para algumas matrizes {\displaystyle U,V} e matriz real positiva diagonal {\displaystyle D} . A pseudoinversa pode então ser escrita como {\displaystyle A^{+}=VD^{-1}U^{*}} . Que esta matriz satisfaz o requisito acima é verificado diretamente observando que {\displaystyle AA^{+}=UU^{*}} e {\displaystyle A^{+}A=VV^{*}}, que são as projeções na imagem e suporte de {\displaystyle A}
{\displaystyle A}, respectivamente.

## Propriedades

### Existência e unicidade
Para qualquer matriz {\displaystyle A}, existe uma, e somente uma pseudoinversa {\displaystyle A^{+}}.
Uma matriz que satisfaz a primeira condição da definição é conhecida como inversa generalizada. Se a matriz também satisfaz a segunda definição, ela é chamada de inversa generalizada reflexiva. Inversas generalizadas sempre existem, mas em geral não são únicas. A unicidade é uma consequência dessas duas condições.

### Propriedades básicas
- Se {\displaystyle A} tem entradas reais, então {\displaystyle A^{+}} também tem.
- Se {\displaystyle A} é invertível, sua pseudoinversa é sua inversa, ou seja, {\displaystyle A^{+}=A^{-1}}.[11]
- A pseudoinversa de uma matriz nula é sua transposta, ou seja, {\displaystyle A^{+}=A^{\operatorname {T} }}.
- A pseudoinversa da pseudoinversa de {\displaystyle A} é a própria matriz {\displaystyle A}, ou seja, {\displaystyle \left(A^{+}\right)^{+}=A}.[11]
- Pseudoinversion commutes with transposition, conjugation, and taking the conjugate transpose:[11]:245
{\displaystyle \left(A^{\mathrm {T} }\right)^{+}=\left(A^{+}\right)^{\mathrm {T} }}, {\displaystyle \left({\overline {A}}\right)^{+}={\overline {A^{+}}}}, {\displaystyle \left(A^{*}\right)^{+}=\left(A^{+}\right)^{*}}.
- A pseudoinversa de um múltiplo escalar de {\displaystyle A} é o múltiplo inverso de {\displaystyle A^{+}}, ou seja,  {\displaystyle \left(\alpha A\right)^{+}=\alpha ^{-1}A^{+}} for {\displaystyle \alpha \neq 0}.

#### Identidades
As seguintes identidades podem ser usadas para simplificar ou expandir expressões envolvendo pseudoinversas:
{\displaystyle {\begin{alignedat}{3}A^{+}={}&A^{+}&&A^{+*}&&A^{*}\\={}&A^{*}&&A^{+*}&&A^{+},\\A={}&A^{+*}&&A^{*}&&A\\={}&A&&A^{*}&&A^{+*},\\A^{*}={}&A^{*}&&A&&A^{+}\\={}&A^{+}&&A&&A^{*}.\end{alignedat}}}

## Exemplos
Como para matrizes invertíveis a pseudoinversa é igual à inversa usual, apenas exemplos de matrizes não invertíveis são apresentados abaixo.
- Para {\displaystyle \mathbf {A} ={\begin{pmatrix}0&0\\0&0\end{pmatrix}},\,} a pseudoinversa é {\displaystyle \mathbf {A^{+}} ={\begin{pmatrix}0&0\\0&0\end{pmatrix}}.} (De modo geral, a pseudoinversa de uma matriz nula é a sua transposta). A unicidade desta pseudoinversa pode ser vista a partir da condição {\displaystyle A^{+}=A^{+}AA^{+}}, já que a multiplicação por uma matriz nual sempre produz uma matriz nula.

- Para {\displaystyle \mathbf {A} ={\begin{pmatrix}1&0\\1&0\end{pmatrix}},\,} a pseudoinversa é {\displaystyle \mathbf {A^{+}} ={\begin{pmatrix}{\frac {1}{2}}&{\frac {1}{2}}\\0&0\end{pmatrix}}.} 
 De fato, {\displaystyle \mathbf {A\,A^{+}} ={\begin{pmatrix}{\frac {1}{2}}&{\frac {1}{2}}\\{\frac {1}{2}}&{\frac {1}{2}}\end{pmatrix}},\,} e portanto {\displaystyle \mathbf {A\,A^{+}A} ={\begin{pmatrix}1&0\\1&0\end{pmatrix}}=A.} 
 Similarmente, {\displaystyle \mathbf {A^{+}A} ={\begin{pmatrix}1&0\\0&0\end{pmatrix}},\,} e portanto {\displaystyle \mathbf {A^{+}A\,A^{+}} ={\begin{pmatrix}{\frac {1}{2}}&{\frac {1}{2}}\\0&0\end{pmatrix}}=A^{+}.}

- Para {\displaystyle \mathbf {A} ={\begin{pmatrix}1&0\\-1&0\end{pmatrix}},\ }  {\displaystyle \mathbf {A^{+}} ={\begin{pmatrix}{\frac {1}{2}}&-{\frac {1}{2}}\\0&0\end{pmatrix}}.}

- Para {\displaystyle \mathbf {A} ={\begin{pmatrix}1&0\\2&0\end{pmatrix}},\ }  {\displaystyle \mathbf {A^{+}} ={\begin{pmatrix}{\frac {1}{5}}&{\frac {2}{5}}\\0&0\end{pmatrix}}.} (Os denominadores são {\displaystyle 5=1^{2}+2^{2}}.)

- Para {\displaystyle \mathbf {A} ={\begin{pmatrix}1&1\\1&1\end{pmatrix}},\ }  {\displaystyle \mathbf {A^{+}} ={\begin{pmatrix}{\frac {1}{4}}&{\frac {1}{4}}\\{\frac {1}{4}}&{\frac {1}{4}}\end{pmatrix}}.}

- Para {\displaystyle \mathbf {A} ={\begin{pmatrix}1&0\\0&1\\0&1\end{pmatrix}},\,} a pseudoinversa é {\displaystyle \mathbf {A^{+}} ={\begin{pmatrix}1&0&0\\0&{\frac {1}{2}}&{\frac {1}{2}}\end{pmatrix}}.} 
Observe que para esta matriz, a inversa à esquerda existe e, portanto, é igual {\displaystyle \mathbf {A^{+}} }. De fato, {\displaystyle \mathbf {A^{+}A} ={\begin{pmatrix}1&0\\0&1\end{pmatrix}}.}